# Sibirisk jordegern
Sibirisk jordegern (latin: Tamias sibiricus) er en egernart der har sin naturlige udbredelse i det asiatiske Rusland, i Korea, visse dele af Kina og det nordlige Japan. 
En bestand i Vesteuropa findes også og betragtes der som en invasiv art.
I Danmark har der også været en lille bestand omkring Furesøen i 1990'erne og frem til 2001 da de blev indfanget.